# Anna-Haag-Mehrgenerationenhaus

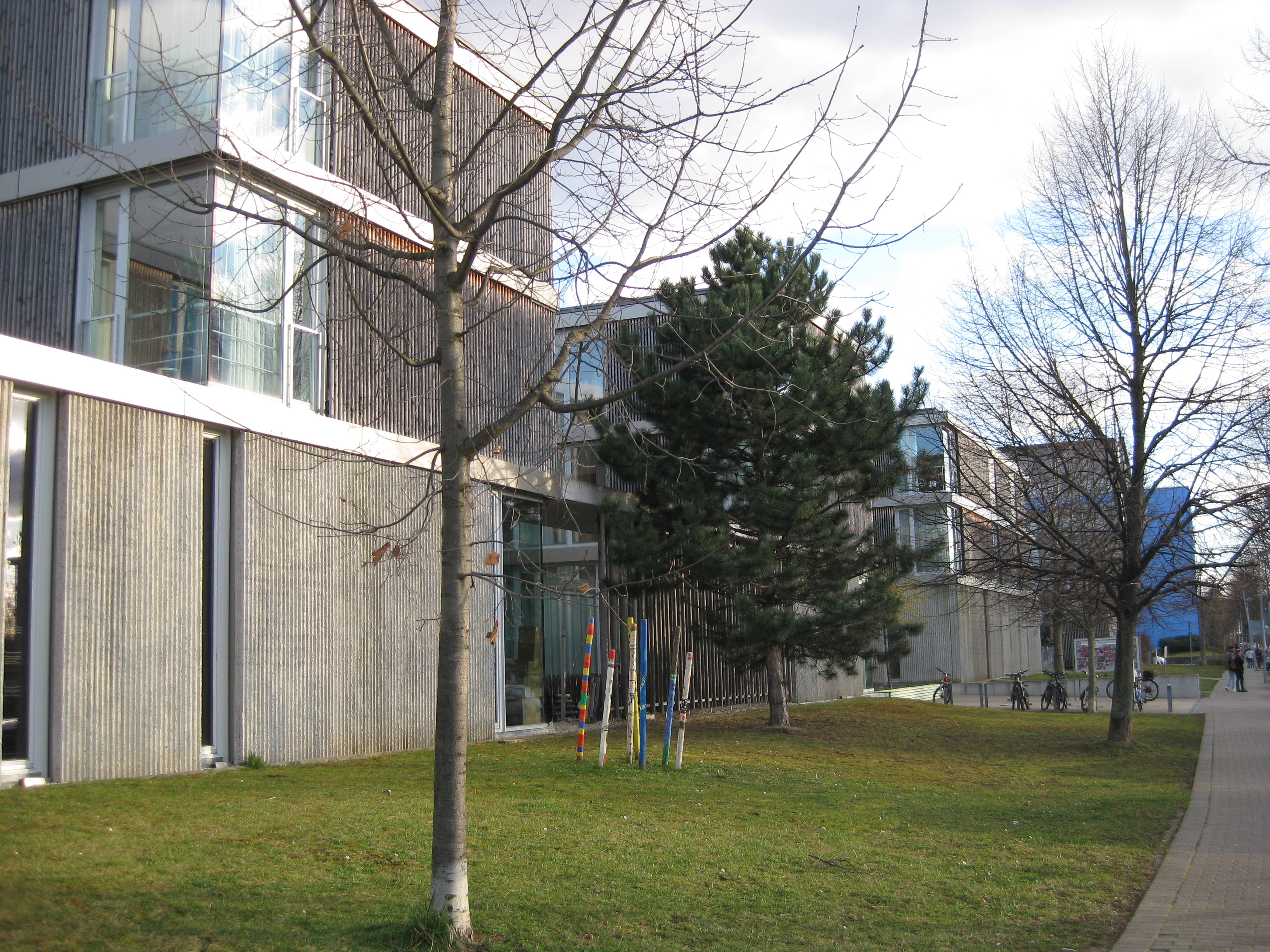
Anna-Haag-Mehrgenerationenhaus

Das Anna-Haag-Mehrgenerationenhaus in Stuttgart-Bad Cannstatt ist das älteste Mehrgenerationenhaus Deutschlands. Es wurde 1951 von Anna Haag gegründet und wird heute von einem gemeinnützigen Verein, dem Anna Haag Mehrgenerationenhaus e.V., betrieben.
Die Institution folgt der Idee der Großfamilie und vereint unter dem Dach seines Stammhauses ein Seniorenzentrum, eine Bildungsstätte für leistungsgeminderte Jugendliche und Erwachsene sowie eine Kindertagesstätte. Das intergenerative Leben mit einer Vielzahl an Begegnungsmöglichkeit zwischen Alt und Jung bildet die tragende konzeptionelle Säule des Hauses. Inklusion und Quartiersansatz kamen als weitere konzeptionelle Schwerpunkte hinzu, dabei entstanden gemeinnützige Tochtergesellschaften und zusätzliche Standorte.

## Geschichte
Das Anna-Haag-Haus wurde 1951 als Wohnheim für alleinstehende Mädchen und Frauen in der Gnesener Straße 20/22 in Stuttgart-Bad Cannstatt gebaut. Es umfasste zudem ein Jugendhaus mit drei Sälen, eine Jugendbücherei, mehrere Bastelstuben, eine Töpferei, eine Tischlerei und Räume zur Betreuung von Kindern aus der unmittelbaren Umgebung und wurde frühzeitig zu einem Ort des Miteinanders der Generationen. 1976 wurde der Soziale Arbeitskreis Anna-Haag-Haus e. V. gegründet, der heute den Namen Anna-Haag-Mehrgenerationenhaus e. V. trägt. In dieser Zeit entwickelten sich die drei zentralen Bereiche des Hauses – 1976 die Bildungsstätte, anfangs mit einem Ausbildungs- und Förderangebot für lernschwache Mädchen, 1978 die Kindertagesstätte, 1981 das Gästehaus für Senioren (Altenpflegeheim) mit Dauer- und Kurzzeitpflegeplätzen. In den Folgejahren wurden die Angebote erweitert und differenziert sowie das intergenerative Konzept weiterentwickelt. Ab dem Jahr 2000 wurde ein konzeptionell wie architektonisch aktuell gestalteter Neubau, das Anna-Haag-Mehrgenerationenhaus, errichtet und im Sommer 2007 in der Martha-Schmidtmann-Straße 16 in Stuttgart-Bad Cannstatt bezogen. Vom Architekturbüro Aldinger & Aldinger entworfen, zeichnete es die Architektenkammer Baden-Württemberg im Wettbewerb „Beispielhaftes Bauen Stuttgart 2002–2007“ aus.

## Die Gründerin Anna Haag
Anna Haag (1888–1982) war eine Schriftstellerin und Politikerin, die sich für das Recht auf Kriegsdienstverweigerung sowie die Gleichberechtigung der Frauen und die Verbesserung ihrer Lebenssituation einsetzte. Mit Unterstützung weiterer Stuttgarter Frauen, der Stadt Stuttgart und amerikanischer Spenden konnte auf ihre Initiative hin in Bad Cannstatt das Anna-Haag-Haus gebaut werden.

## Organisation
Seit Mitte der 1970er Jahre wird das Anna-Haag-Haus von einem gemeinnützigen Verein geführt. Gegründet wurde er als „Sozialer Arbeitskreis Anna-Haag-Haus e. V.“, im April 2010 wurde der Name zu „Anna-Haag-Mehrgenerationenhaus e. V.“ geändert. Im November 2000 reformierte der Verein seine Organisationsform grundlegend mit hauptamtlichem Vorstand und ehrenamtlichem Aufsichtsrat. Zum Verein gehören drei gemeinnützige Tochtergesellschaften: die Anna Haag Mobil gGmbH, die TANDiEM gGmbH und die Anna Haag Stiftung gGmbH.

## Bereiche des Vereins
Der Anna Haag Mehrgenerationenhaus e.V. umfasst drei zentrale Bereiche:

### Seniorenzentrum
Im Anna-Haag-Mehrgenerationenhaus leben insgesamt 84 Senioren in Dauer- oder Kurzzeitpflege. Das Seniorenzentrum ist auf Begegnungen und Miteinander der Generationen ausgerichtet. Die Einrichtung der Wohnbereiche ermöglicht auch Bewohnern mit eingeschränkter Mobilität teilzunehmen. Für Menschen mit Demenz gibt es spezielle Aktivierungs- und Betreuungsangebote, zudem ist die innenarchitektonische Gestaltung des Hauses auf die Bedürfnisse dementiell veränderter Bewohner ausgerichtet.

### Bildungsstätte
Die Bildungsstätte ist anerkannter Träger für berufliche Maßnahmen in haushaltnahen, handwerklich-technischen und pflegerischen Berufen. Diese richten sich an (lern-)behinderte junge Menschen, insbesondere an Schüler aus Sonder- und Förderschulen, sowie an Erwachsene mit Vermittlungshemmnissen am Arbeitsmarkt. Mehr als 180 Personen nehmen an den Ausbildungs-, Förder- und Qualifizierungsmaßnahmen sowie in der Berufsvorbereitung teil. Das Spektrum umfasst:
- (Reha-)Ausbildung in den Berufen Autofachwerker, Fachwerker für Gebäude- und Umweltdienstleistungen, Beikoch sowie Fachpraktiker Hauswirtschaft
- Fördergruppe (Eingliederungshilfe für Menschen mit Behinderung)
- Sonderberufsfachschule
- Berufsvorbereitende Bildungsmaßnahme (BvB)
- Weiterbildung und Qualifizierung (Förderung der beruflichen Weiterbildung – FBW)

Ziel dieser Bildungsmaßnahmen ist die berufliche (Wieder-)Eingliederung. Ein hauseigenes Vermittlungscenter, aufgebaut mit Fördermitteln von Stiftungen und aus dem Europäischen Sozialfonds, kümmert sich um die Integration der Absolventen in den ersten Arbeitsmarkt. Die Prozentzahl der Abgänger, die in sozialversicherungspflichtige Beschäftigung oder eine weiterführende Ausbildung wechseln, liegt regelmäßig bei 85 Prozent und mehr. Wohnangebote mit pädagogischer Betreuung an mehreren Standorten, darunter ein eigenes Internat, Außenwohngruppen, sozialpädagogisch begleitetes Wohnen (SPBW) sowie Wohngemeinschaften mit ambulanter Betreuung ergänzen die Bildungsangebote und tragen zur Stabilisierung und einer selbstständig(er)en Lebensführung bei.

### Kindertagesstätten
Der Anna-Haag-Mehrgenerationenhaus e. V. betreibt zwei Ganztags-Kindertagesstätten, die „Kita Anna Haag“ für 70 Kinder und die „Kindervilla Anna Haag“ mit 55 Plätzen, wenige Gehminuten vom Stammhaus mit parkähnlichem Gelände und Spiel- und Kletteranlagen. Dem inklusiven Ansatz des Hauses folgend, werden Kinder mit und ohne Behinderung aufgenommen und gemeinsam betreut. Der Anteil männlicher pädagogischer Fachkräfte ist mit rund 30 Prozent (Stand: Juni 2013) überdurchschnittlich hoch.

## Bereichsübergreifende Konzeptionen

### Intergeneratives Gesamtkonzept
Vorbild der intergenerativen Arbeit des Anna-Haag-Hauses ist die Großfamilie für das Zusammenleben von Alt und Jung, was durch institutionalisierte Begegnungen und gemeinsam organisierte Aktivitäten erreicht werden soll – in einer Altersspanne von 0 bis 105 Jahren. Um das zu ermöglichen, wurden folgende Rahmenbedingungen gesetzt:
1. Personal: Das Gesamtziel „Schaffung eines generationenübergreifenden Alltags“ gilt für jeden Mitarbeiter gleich. Um Verständnis und Transparenz zwischen den einzelnen Bereichen zu schaffen, wurde ein Hospitationsprogramm etabliert, durch das jeden Monat drei Mitarbeiter für drei Tage in den drei Bereichen hospitieren.
2. Raum: Der kubische Aufbau und die Gestaltung des Hauses mit viel Glas und Transparenz soll Begegnungen ermöglichen und gegenseitige Wahrnehmung fördern.
3. Generationen- und Quartiersmanagerin: Schalt- und Leitstelle in der Koordination des intergenerativen Zusammenlebens ist die Generationen- und Quartiersmanagerin, die zudem als Bindeglied zwischen dem Anna-Haag-Haus und dem Stadtteil wirkt.
4. Projekte und Aktivitäten: Dazu gehören neben jahreszeitlichen Feiern und Alltagsaktionen das wöchentliche intergenerative Frühstück und das Theater der Generationen.

### Das Quartier
Das Anna-Haag-Haus arbeitet gemeinnutzorientiert, stadtteilbezogen und betreibt Quartiersmanagement in dem Sinne, dass es sich der Verbesserung der Lebensqualität in Quartieren/Stadtteilen widmet. So wurde am Stammhaus im Stadtteil Espan die „Espaner Aktionsgemeinschaft“ zur Belebung des Stadtteils initiiert und dazu die Öffnung des Hauses vorangetrieben. Es entstanden der offene Mittagstisch, das „Café Haag“ sowie verschiedene Veranstaltungen und Feste. Zu Quartiersangeboten an weiteren Standorten der Tochtergesellschaft Anna Haag Mobil zählen der „Nachbarschaftstreff Badbrunnen“ im Bad Cannstatter Stadtteil „Im Geiger“ in Kooperation mit der Baugenossenschaft Bad Cannstatt eG und ein „Wohncafé“ mit einem Mehrgenerationenkonzept „Wohnen in Ostheim“ im Stadtteil Ostheim (Stuttgart-Ost) mit dem Bau- und Wohnungsverein Stuttgart und der St. Josef gGmbH.

### Inklusion
Der Gründungsgedanke der sozialen Inklusion liegt auch der heutigen Arbeit aller Bereiche, Standorte und Tochterunternehmen zugrunde, um Menschen mit Behinderung gleichberechtigt am Arbeitsmarkt und an der Gesellschaft insgesamt teilhaben zu lassen. Das gilt auch für Kindergärten, Seniorenhilfe und externe Betreuungsangebote; Wohnen für Menschen mit Handicap wird zentral im jeweiligen Quartier und in Mehrfamilienhäusern realisiert, in denen Menschen mit und ohne Behinderung leben.

## Tochtergesellschaften

### Anna Haag Mobil gGmbH
Die Anna Haag Mobil betreut das gesamte ambulante Angebot, vor allem – stets quartiersbezogenen – häusliche Pflege und hauswirtschaftliche Dienstleistungen für Menschen mit Hilfebedarf. Zu den Kunden zählen (nicht nur) ältere Menschen, die selbstständig leben, dabei jedoch Unterstützung benötigen; auch die Betreuung von Menschen mit Behinderung und häusliche Kinderkrankenpflege werden angeboten. Seit 2013 gibt es zudem das „Servicewohnen im Quartier“ mit barrierefreien, zentral im Quartier gelegenen Wohnungen in Bad Cannstatt und Stuttgart-Ost.

### TANDiEM gGmbH
TANDiEM ist ein Volldienstleister für Gebäudereinigung, Wäschereidienste mit Hol- und Bringservice, Catering und Speisenversorgung sowie die Pflege von Außenanlagen und Gebäudemanagement. Zu den Kunden zählen gewerbliche und sozialwirtschaftliche Unternehmen sowie öffentliche Einrichtungen. Bei TANDiEM arbeiten behinderte und nicht behinderte Mitarbeiter Hand in Hand; die behinderten kommen vorwiegend aus der Fördergruppe der hauseigenen Bildungsstätte und werden für zwei Jahre eingestellt. In dieser Zeit werden sie mit den realen Anforderungen des ersten Arbeitsmarktes vertraut und durch Integrationsfachkräfte aktiv bei der Suche nach einem Arbeitsplatz unterstützt.

### Anna-Haag-Stiftung gGmbH
Die Anna-Haag-Stiftung wirbt um Spenden und Förderungen für nicht regelfinanzierte Projekte.

## Belege
1. ↑  Ein jährlich herausgegebener Vermittlungsbericht dokumentiert die Vermittlung zum Ende des jeweiligen Ausbildungsjahres, alle Ausgaben sind auf annahaaghaus.de veröffentlicht.

Koordinaten: 48° 48′ 37,1″ N, 9° 14′ 4,2″ O